# 10095 Carlloewe
10095 Carlloewe eller 1991 RP2 är en asteroid i huvudbältet som upptäcktes den 9 september 1991 av de båda tyska astronomen Freimut Börngen och Lutz D. Schmadel vid Tautenburg-observatoriet. Den är uppkallad efter den tyske kompositören Carl Loewe.
Asteroiden har en diameter på ungefär 10 kilometer och den tillhör asteroidgruppen Eos.